# Индженьери, Марко Антонио
Марко Антонио Индженье́ри (итал. Marc'Antonio Ingegneri, также варианты Ingegnieri, Ingignieri, Ingignero, Inzegneri; 1535 или 1536, Верона — 1.07.1592, Кремона) — итальянский композитор. Несмотря на то, что Индженьери жил и работал преимущественно на севере Италии, по стилистическому родству с Палестриной его причисляют к Римской школе. Известен также как учитель Клаудио Монтеверди.

## Очерк жизни и творчества
О первой половине жизни Индженьери биографических данных не сохранилось. Учился у Винченцо Руффо в Вероне и, возможно, у Киприана де Роре в Парме. Около 1570 г. переехал в Кремону, где впервые приобрёл известность как композитор и органист. В 1581 стал капельмейстером в кафедральном соборе Кремоны; в этой должности, вероятно, оставался до конца жизни.
Писал в различных жанрах церковной музыки. В традициях итальянского Ренессанса латинские мотеты на библейские и паралитургические тексты у Индженьери называются «духовными песнями» (Cantiones sacrae). Индженьери опубликовал 3 книги таких «песен» на 4, 5, 6 голосов и одну — на различное количество голосов (от 7 до 16; годы выпуска — 1576, 1581, 1589, 1591). В том же стиле написан сборник, опубликованный посмертно (1606) под названием «Вторая книга гимнов» (Liber secundus hymnorum), на четыре голоса. Мотеты на большое количество голосов (например, «Laudate Dominum» из Второй книги Sacrae cantiones, на 12 голосов) косвенно свидетельствуют о пышной полихорной традиции кафедрального собора Кремоны во времена Индженьери. К числу наиболее часто исполняемых мотетов относятся «Ecce quomodo moritum» и «O bone Jesu».
Индженьери — автор двух сборников («книг») месс (1573, 1587), в числе которых несколько пародийных месс в стилистике Палестрины, а также сборник из 27 четырёхголосных респонсориев Страстной недели (Tenebrae), в который — по литургической традиции — включил также обработки покаянного псалма «Miserere» и новозаветной песни «Benedictus» (1588).
Основной жанр светской музыки — мадригал. Сохранились восемь сборников («книг») мадригалов на 4-6 голосов, напечатанных в 1572—1606 гг. Самая первая (хронологически) книга мадригалов Индженьери утеряна. Среди известных авторов мадригальных стихов — Петрарка, Тассо и Ариосто. В мадригальных книгах опубликовал также несколько инструментальных пьес, обозначив их как «французские канцоны» (canzoni francese per sonare).
Большая часть многоголосной музыки Индженьери написана в простой моноритмической (старогомофонной) фактуре, в соответствии с известным требованием Тридентского собора о максимальной отчётливости распеваемого текста. Этого требования более или менее придерживались все композиторы Римской школы, но особенно последовательно — именно Индженьери. Редким примером изощрённой имитационной полифонии у Индженьери может служить четырёхголосный мотет «Noe noe», в котором композитор применяет технику двойного канона.

## Издание сочинений
В 1994 году начато издание полного собрания сочинений Индженьери. Издание продолжается
- Opera omnia. Vol. I/5: Sacrae cantiones senis vocibus decantandae. Lucca, 1994.
- Opera omnia. Vol. II/3: Il terzo libro dei madrigali a cinque voci. Lucca, 1994.